# Lipromorpha
Lipromorpha is een geslacht van kevers uit de familie bladkevers (Chrysomelidae).
De wetenschappelijke naam van het geslacht werd in 1960 gepubliceerd door Chûjô & Kimoto.

## Soorten
- Lipromorpha aptera Medvedev, 1992
- Lipromorpha banksi Medvedev, 2001
- Lipromorpha brancuccii Medvedev, 1993
- Lipromorpha costipennis Chen & Wang, 1980
- Lipromorpha cyanea Chen & Wang, 1980
- Lipromorpha emarginata Chen & Wang, 1980
- Lipromorpha gracilis Medvedev, 1996
- Lipromorpha inexpectata Komiya, 2006
- Lipromorpha luzonica Medvedev, 1993
- Lipromorpha marginata Wang, 1992
- Lipromorpha meishanica Chen & Wang, 1980
- Lipromorpha melanoptera Chen & Wang, 1980
- Lipromorpha microphthalma Medvedev, 1997
- Lipromorpha mindanensis Medvedev, 1993
- Lipromorpha nigra Medvedev, 1993
- Lipromorpha piceiventris Chen & Wang, 1980
- Lipromorpha sakishimana Komiya, 2006
- Lipromorpha schawalleri Medvedev, 1993
- Lipromorpha tenebrosa Medvedev, 1993